# Ferdinand Mack

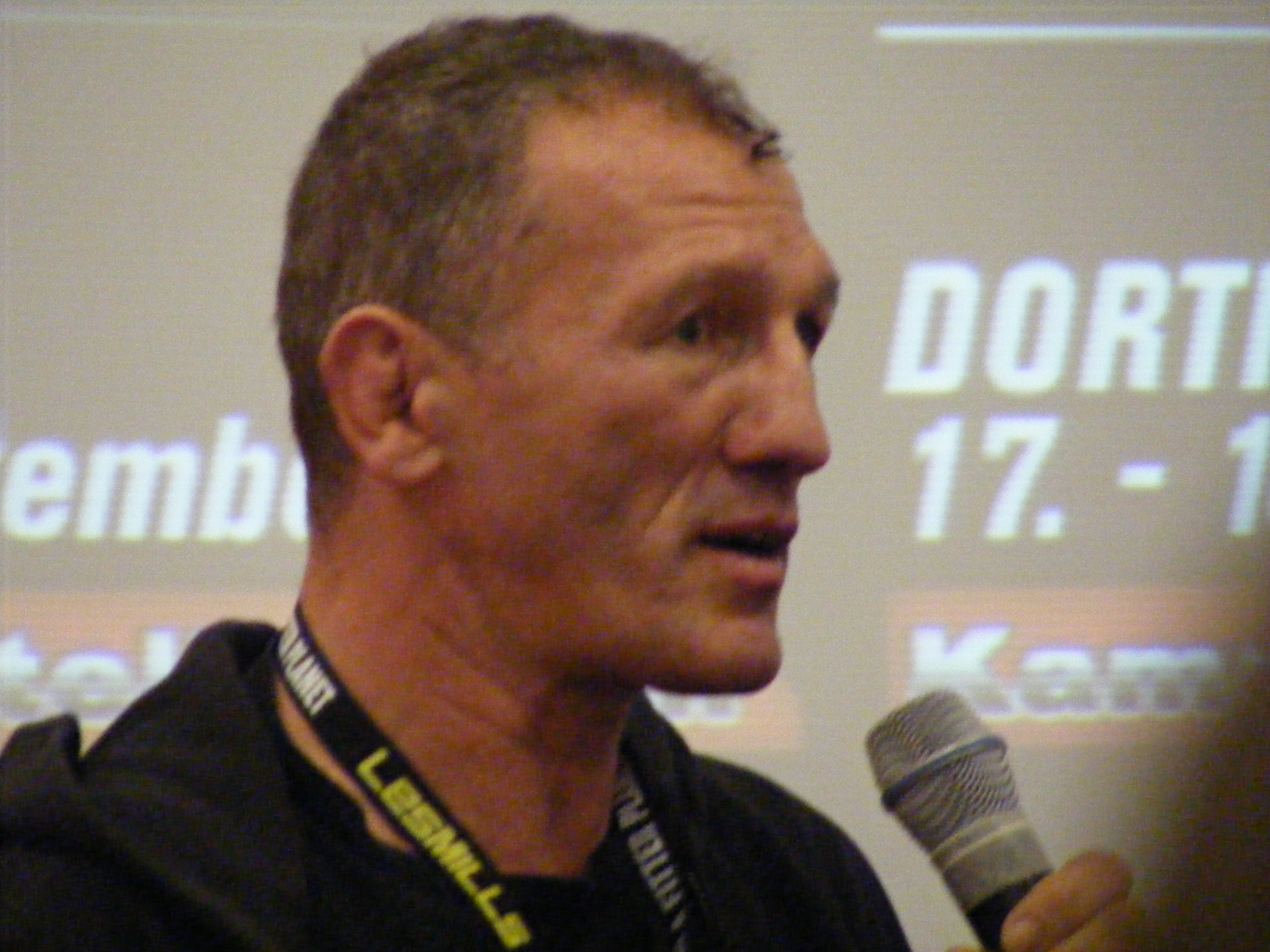
Ferdinand Mack, 2011

Ferdinand Mack (* 26. Dezember 1959 in Mannheim) ist ein deutscher Kickboxer und mehrfacher Weltmeister der WAKO. Er war Bundestrainer des Vollkontaktkaders der WAKO Deutschland von 1988 bis 2011 sowie Supervisor der IAKSA Germany von 2012 bis 2017.

## Sportliche Laufbahn
Mack begann im Alter von 15 Jahren mit dem Karate. Zwei Jahre später bestritt er die ersten Wettkämpfe im Pointfighting. 1978 wechselte er zum Vollkontakt-Kickboxen. In Mailand wurde er ein Jahr später Europameister und im selben Jahr in Tampa (USA) Weltmeister in seiner Klasse. Im Zeitraum von 1979 bis 1987 gewann er vier Weltmeisterschaftstitel in drei verschiedenen Gewichtsklassen bei den Amateuren und wurde zudem viermal Europameister.
1988 wechselte er ins Profilager und wurde im selben Jahr in Mannheim Europameister der PKO, dem damaligen Profiverband, der mit der WAKO zusammenarbeitete. Weltmeister der PKO und Intercontinental Champion der ISKA wurde Mack 1991. Er verteidigte all seine Profititel mehrmals. Seinen vorletzten Kampf bestritt Mack im Alter von 50 Jahren bei der Mack Mania in Mannheim über sieben Runden erfolgreich.
Von 1988 bis 2011 war er Bundestrainer des Deutschen Kickboxverbandes (WAKO Germany) und der WAKO Deutschland im Vollkontaktkickboxen. In dieser Funktion betreute er zwölf Weltmeister. Ferdinand Mack wurde in die Hall of Fame der WAKO Deutschland aufgenommen.
2001 wurde Mack mit 41 Jahren Deutscher Meister im Pointfighting mit dem Team „Moskitos“ aus Ebern, 2008 mit 48 Jahren internationaler Deutscher Meister der WAKO-PRO im Supermittelgewicht. Ende 2017 wechselte er zum Verband der WKU. Auf den Turnieren der WKU war er schon seit 2012 mit seinen Kämpferinnen und Kämpfern vertreten.
Am 17. Juni 2017 stieg Mack im Alter von 57 Jahren auf der Internationalen Deutschen Meisterschaft der WKU in Simmern wieder in den Ring. Es kam nach 28 Jahren zu einem Rematch gegen Don „the Dragon“ Wilson (USA) über fünf Runden. Nach dem Kampf wurden beide zum Sieger erklärt. Acht Monate zuvor hatte Mack ein neues künstliches Knie bekommen.
Ferdinand Mack betreibt eine Kickboxschule in Mannheim, in der er Kinder, Kickboxer und Prominente wie Julia Neigel trainiert. Nach seinen eigenen Angaben ist sein Vorbild Bill „Superfoot“ Wallace.
Mack ist auch weiterhin als Coach tätig. Zu seinen erfolgreichsten Schützlingen gehört die amtierende Profi-Weltmeisterin der WKU im Vollkontakt-Kickboxen, Schahrsad Shahmirzadi, die er seit Ende 2009 sportlich begleitet. Sie coachte Mack bei seinem Rematch Kampf gegen Don Wilson 2017.

## Publikationen
- Kickboxen. Ferdinand Mack – Ein Leben für den Sport. Mit Ausbildungs- und Prüfungsrichtlinien der WAKO Germany. Sensei-Verlag; Auflage: 3., überarb. Neuaufl. (Februar 1999) ISBN 3-932-5761-95.
- Ferdinand Mack – Kopftraining in den Kampfkünsten. Dortmund, Peters 2005; Auflage: 1 ISBN 3-923868-15-4